# Liste der Universitäten in Wisconsin
Liste von Universitäten und Colleges im US-Bundesstaat Wisconsin:

## Staatliche Hochschulen
- University of Wisconsin System
  - University of Wisconsin-Eau Claire
  - University of Wisconsin–Green Bay
  - University of Wisconsin-La Crosse
  - University of Wisconsin–Madison (Hauptcampus)
  - University of Wisconsin–Milwaukee
  - University of Wisconsin-Oshkosh
  - University of Wisconsin-Parkside
  - University of Wisconsin-Platteville
  - University of Wisconsin-River Falls
  - University of Wisconsin-Stevens Point
  - University of Wisconsin-Stout
  - University of Wisconsin-Superior
  - University of Wisconsin-Whitewater

## Private Hochschulen
- Alverno College
- Baptist College of Ministry
- Beloit College
- Cardinal Stritch University
- Carroll University
- Carthage College
- Concordia University Wisconsin
- Edgewood College
- Lakeland University
- Lawrence University
- Maranatha Baptist Bible College
- Marquette University
- Medical College of Wisconsin
- Milwaukee Institute of Art and Design
- Milwaukee School of Engineering
- Mount Mary College
- Mount Senario College
- Nashotah House
- Northland Baptist Bible College
- Northland College
- Ripon College
- St. Norbert College
- Silver Lake College
- Viterbo University
- Wisconsin Lutheran College
- Wisconsin School of Professional Psychology